# Artigasus veredus
Artigasus veredus là một loài ruồi trong họ Asilidae. Artigasus veredus được Artigas miêu tả năm 1970. Loài này phân bố ở vùng Tân nhiệt đới.